# Wrocław Giants
Wrocław Giants (español: Gigantes de Breslavia) es un equipo de fútbol americano de Breslavia, Baja Silesia (Polonia). 

## Historia
El club fue fundado en 2005 como Wrocław Angels, cambiando de nombre a The Crew Wrocław posteriormente. En 2007 ganaron su primera final de la Liga Polaca de Fútbol Americano, lo que les dio la oportunidad de disputar al año siguiente la Copa de la EFAF. Después de la final de la liga de 2011, que ganaron por segunda vez, se convirtieron en el actual Wrocław Giants y abandonaron la liga polaca para incorporarse a la Česka Liga Amerického Fotbalu (CLAF) en la temporada 2012.